# Роккабернарда
Роккабернарда (итал. Roccabernarda) — коммуна в Италии, располагается в регионе Калабрия, подчиняется административному центру Кротоне.
Население составляет 3385 человек, плотность населения составляет 51,7 чел./км². Занимает площадь 65 км². Почтовый индекс — 88835. Телефонный код — 0962.
Покровителем населённого пункта считается святой Франциск из Паолы.